# 2. Basketball-Bundesliga 1985/86
Die Saison 1985/1986 war die elfte Saison der 2. Basketball-Bundesliga.

## Modus
Es wurde in zwei Gruppen Nord und Süd mit je zehn Mannschaften gespielt. Nach einer Einfachrunde spielten die ersten fünf Mannschaften einer Staffel eine zweigleisige Aufstiegsrunde aus, deren Sieger in die Basketball-Bundesliga aufstieg. Die restlichen fünf Mannschaften spielten eine Abstiegsrunde in ihren Staffeln aus. Aus der Nordstaffel stiegen aufgrund der zugeordneten Regionalligen regulär zwei Mannschaften und aus der Südstaffel drei Mannschaften ab. Sowohl in die Aufstiegs- als auch Abstiegsrunde wurden alle Punkte der Hauptrunde mitgenommen.

## Teilnehmende Mannschaften

### Gruppe Nord
- Düsseldorfer BG

Absteiger aus der Basketball-Bundesliga
Spielgemeinschaft aus TV Grafenberg und ART Düsseldorf
- MTV Wolfenbüttel
- FC Schalke 04
- BG 74 Göttingen
- OSC Bremerhaven
- BC Johanneum Hamburg
- TuS Opladen
- VBC Paderborn

Aufsteiger aus den Regionalligen Nord und West
- TuS Herten
- SC Rist Wedel

### Gruppe Süd
- USC Heidelberg

Absteiger aus der Basketball-Bundesliga
- SpVgg 07 Ludwigsburg
- VfL TB Bamberg
- FC Bayern München
- SG BC/USC München

Spielgemeinschaft aus BC München und USC München
- SV 03 Tübingen
- SB DJK Rosenheim

Aufsteiger aus den Regionalligen Mitte, Südwest und Süd
- DJK SB München
- TV Marbach
- TG Hanau

## Saisonverlauf

### Abschlusstabellen Hauptrunde
Nord
| Platz | Team                 | Gesamt    | Gesamt |
| ----- | -------------------- | --------- | ------ |
| 1.    | OSC Bremerhaven      | 1561:1383 | 32:4   |
| 2.    | MTV Wolfenbüttel     | 1373:1268 | 24:12  |
| 3.    | TuS Opladen          | 1413:1305 | 22:14  |
| 4.    | VBC Paderborn        | 1348:1321 | 22:14  |
| 5.    | TuS Herten (N)       | 1503:1441 | 20:16  |
| 6.    | BG 74 Göttingen      | 1247:1267 | 18:18  |
| 7.    | SC Rist Wedel (N)    | 1345:1394 | 16:20  |
| 8.    | Düsseldorfer BG (A)  | 1317:1417 | 14:22  |
| 9.    | FC Schalke 04        | 1316:1460 | 6:30   |
| 10.   | BC Johanneum Hamburg | 1293:1460 | 6:30   |

Süd
| Platz | Team                 | Gesamt    | Gesamt |
| ----- | -------------------- | --------- | ------ |
| 1.    | SpVgg 07 Ludwigsburg | 1620:1350 | 30:6   |
| 2.    | FC Bayern München    | 1667:1376 | 28:8   |
| 3.    | USC Heidelberg (A)   | 1625:1521 | 26:10  |
| 4.    | SV 03 Tübingen       | 1779:1619 | 26:10  |
| 5.    | SB DJK Rosenheim     | 1553:1485 | 22:14  |
| 6.    | VfL TB Bamberg       | 1463:1437 | 18:18  |
| 7.    | TG Hanau (N)         | 1371:1486 | 12:24  |
| 8.    | SG BC/USC München    | 1378:1597 | 12:24  |
| 9.    | DJK SB München (N)   | 1286:1428 | 6:30   |
| 10.   | TV Marbach (N)       | 1208:1651 | 0:36   |

### Aufstiegsrunden
Nord
| Platz | Team             | Gesamt*   | Gesamt* |
| ----- | ---------------- | --------- | ------- |
| 1.    | OSC Bremerhaven  | 2215:1952 | 42:10   |
| 2.    | MTV Wolfenbüttel | 2002:1875 | 32:20   |
| 3.    | TuS Opladen      | 2013:1927 | 32:20   |
| 4.    | TuS Herten (N)   | 2121:2071 | 28:24   |
| 5.    | VBC Paderborn    | 1922:1968 | 26:26   |

Süd
| Platz | Team                 | Gesamt*   | Gesamt* |
| ----- | -------------------- | --------- | ------- |
| 1.    | SpVgg 07 Ludwigsburg | 2311:2045 | 44:8    |
| 2.    | USC Heidelberg (A)   | 2349:2213 | 38:14   |
| 3.    | FC Bayern München    | 2423:2075 | 38:14   |
| 4.    | SB DJK Rosenheim     | 2288:2237 | 28:24   |
| 5.    | SV 03 Tübingen       | 2549:2457 | 24:24   |

 * Es wurden alle Ergebnisse der Hauptrunde in die Aufstiegsrunde mitgenommen.

### Abstiegsrunden
Nord
| Platz | Team                 | Gesamt *  | Gesamt * |
| ----- | -------------------- | --------- | -------- |
| 1.    | SC Rist Wedel (N)    | 1947:1925 | 30:22    |
| 2.    | BG 74 Göttingen      | 1818:1846 | 28:24    |
| 3.    | Düsseldorfer BG (A)  | 1987:2049 | 24:28    |
| 4.    | BC Johanneum Hamburg | 1906:2113 | 10:42    |
| 5.    | FC Schalke 04        | 1901:2106 | 8:44     |

Da es zwei Absteiger aus der Basketball-Bundesliga in die Nordstaffel gab, stiegen drei Mannschaften regulär ab.
Süd
| Platz | Team               | Gesamt *  | Gesamt * |
| ----- | ------------------ | --------- | -------- |
| 1.    | VfL TB Bamberg     | 2109:2129 | 26:26    |
| 2.    | SG BC/USC München  | 2145:2361 | 20:32    |
| 3.    | DJK SB München (N) | 2162:2144 | 20:32    |
| 4.    | TG Hanau (N)       | 2054:2144 | 20:32    |
| 5.    | TV Marbach (N)     | 1794:2379 | 2:50     |

 * Es wurden alle Ergebnisse der Hauptrunde in die Abstiegsrunde mitgenommen.
Da es keinen Absteiger aus der Basketball-Bundesliga in die Südstaffel gab, stiegen nur zwei Mannschaften regulär ab.